# Viscount Maugham

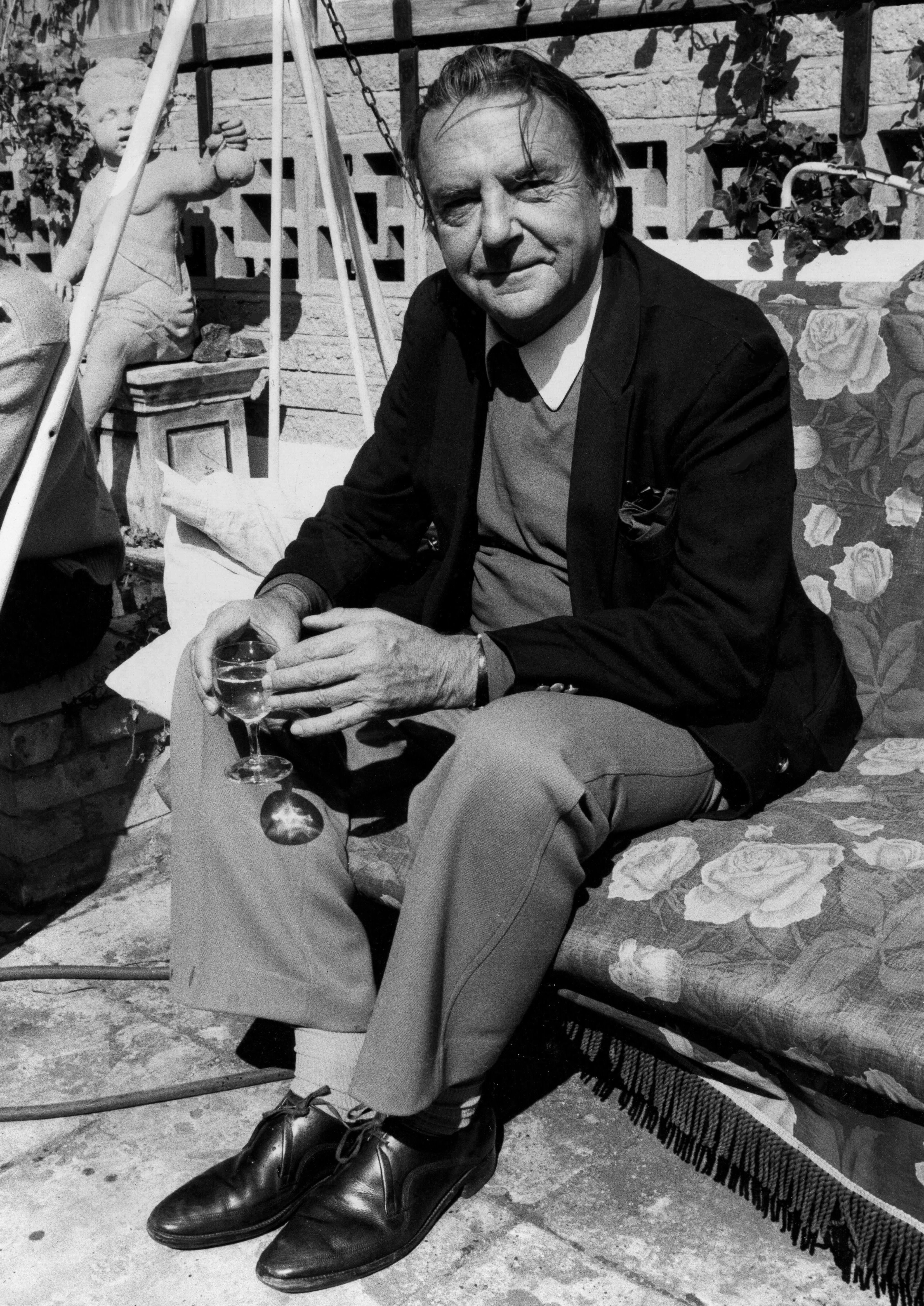
Robin Maugham, 2. Viscount Maugham (1974)

Viscount Maugham, of Hartfield in the County of Sussex, war ein erblicher britischer Adelstitel in der Peerage of the United Kingdom.

## Verleihung
Der Titel wurde am 22. September 1939 für den ehemaligen Lordkanzler Frederic Maugham, Baron Maugham geschaffen. Er war bereits am 7. Oktober 1935 zum Baron Maugham, of Hartfield in the County of Sussex, erhoben worden. Dieser Titel in der Peerage of the United Kingdom war als Life Peerage unter dem Appellate Jurisdiction Act 1876 verliehen worden und war daher im Gegensatz zum Viscounttitel nicht erblich.
Bei seinem Tod 1958 beerbte ihn sein einziger Sohn Robin Maugham als 2. Viscount. Dieser blieb unverheiratet und kinderlos, so dass die Viscountcy bei seinem Tod am 13. März 1981 erlosch.

## Viscounts Maugham (1939)
- Frederic Maugham, 1. Viscount Maugham (1866–1958)
- Robin Maugham, 2. Viscount Maugham (1916–1981)